# Camper Van Beethoven
Camper Van Beethoven é uma banda de rock norte-americana formada em Redlands, na Califórnia, em 1983, e, posteriormente, em Santa Cruz e San Francisco. Seu estilo mistura elementos de pop, ska, punk rock, folk, country alternativo e world music. 
A banda inicialmente polarizava audiências dentro da cena hardcore punk de Inland Empire da Califórnia antes de encontrar uma aceitação mais ampla e, eventualmente, um público internacional. A sua forte iconoclastia e ênfase nos valores do DIY provou-se influente ao emergente movimento indie rock.
Os primeiros três registros independentes da banda foram lançados dentro de um período de 18 meses. Seu single de estréia foi "Take The Skinheads Bowling". 

O grupo assinou contrato com a Virgin Records em 1987, lançou dois álbuns e fez sucesso nos gráficos em 1989, com seu cover de "Pictures Of Matchstick Men" do Status Quo, um hit número um na Modern Rock Tracks da Billboard.
Eles se separaram no ano seguinte devido as tensões internas.
O vocalista David Lowery formou o Cracker, David Immergluck se juntou aos Counting Crows, e vários outros membros formaram o Monks of Doom. A partir de 1999, os ex-membros se reuniram e fizeram novas gravações. 

## Discografia

### Álbuns
- Telephone Free Landslide Victory (1985)
- II & III (1986)
- Camper Van Beethoven (1986)
- Our Beloved Revolutionary Sweetheart (1988)
- Key Lime Pie (1989)
- Tusk (2002)
- New Roman Times (2004)

### EPs
- Take the Skinheads Bowling (1986)
- Vampire Can Mating Oven (1987)
- Turquoise Jewelry (1988)